# Локалита Драгето (Милано)
Локалита Драгето је насеље у Италији у округу Милано, региону Ломбардија.
Према процени из 2011. у насељу је живело 89 становника. Насеље се налази на надморској висини од 90 м.